# Sotades (Dichter)
Sotades (griechisch Σωτάδης Sōtádēs) war ein antiker griechischer Dichter. Er lebte in der ersten Hälfte des 3. Jahrhunderts v. Chr.
Sotades stammte aus Maroneia in Thrakien. Über sein Leben ist wenig bekannt. Er wirkte in Alexandria und erreichte den Höhepunkt seiner schöpferischen Kraft (Akme) um 280 v. Chr. Nach Plutarch wurde er auf Befehl des Königs Ptolemaios II. Philadelphos von Ägypten eingekerkert, weil dieser über Spottverse erzürnt gewesen war, in denen Sotades seine Ehe mit seiner leiblichen Schwester Arsinoë II. verspottet hatte. Athenaios berichtet, dass Sotades von dem ptolemäischen Admiral Patroklos im Meer ertränkt wurde.
Von seinen Gedichten sind nur wenige Verse erhalten. Soweit man nach den spärlichen Nachrichten urteilen kann, war Sotades in seinen Werken aus heutiger Sicht sehr ambivalent: So enthielten seine Gedichte eindeutige Obszönitäten, sexuelle und homoerotische Motive, aber zugleich auch moralisierende Ethik. Er gilt als Schöpfer der Palindrome, für die daher in der Antike auch die Bezeichnung Verse des Sotades geläufig war, wenngleich keines von ihm überliefert ist.
Richard Francis Burton stellte die orientalisierende und exotisierende Hypothese auf, dass in einigen Gegenden der Welt (Nord- und Südamerika, rund um das Mittelmeer und in weiten Teilen Asiens) die Päderastie eine gängige und tolerierte Form der Liebe darstellte und infolgedessen auch homosexuelle Beziehungen eher geduldet waren. Diese Gegenden benannte er nach Sotades als Sotadische Zone (Sotadic Zone).